# Nesiacarus schusteri
Nesiacarus schusteri är en kvalsterart som beskrevs av Schatz 1994. Nesiacarus schusteri ingår i släktet Nesiacarus och familjen Lohmanniidae. Inga underarter finns listade i Catalogue of Life.